# 秋吉宣宏
秋吉 宣宏（あきよし たかひろ）は、日本の漫画家。
2011年、「ユー＆アイ」で第64回ちばてつや賞大賞を受賞。
代表作に『ジェノサイダー』（原作：宮崎摩耶）、『殺人オークション』（原作：八頭道尾）など。

## 作品リスト
- ジェノサイダー（原作：宮崎摩耶、『月刊コミックゼノン』2013年9月号[2] - 2015年10月号、全4巻） - 単行本デビュー作[1]。
- 殺人オークション（原作：八頭道尾、電子コミック描きおろしを単行本化[3]、全4巻）
- リアルRPG教室 〜クリア者0人〜（原作：咲良椿、『ピッコマ』2021年5月29日[4] - 連載中）